# Mercedes Simone
Mercedes Simone (* 21. April 1904 in Villa Elisa; † 2. Oktober 1990 in Buenos Aires), La Dama del Tango, war eine argentinische Tangosängerin, -komponistin und -dichterin.

## Leben
Simone wuchs in La Plata auf, wo sie bereits als Kind im Chor des Colegio Sagrada Familia sang. Als Dreizehnjährige arbeitete sie als Näherin in der Werkstatt eines Ladens. 1923 lernte sie bei ihrer Arbeit im Druckhaus Benavídez-Charlone den Gitarristen Pablo Rodriguez kennen, den sie im gleichen Jahr heiratete. 1926 unternahm sie mit ihrem Mann ihre erste Tournee als professionelle Sängerin, deren Höhepunkt ein Auftritt im Café Nacional in Buenos Aires mit ihrem Mann und dem Gitarristen Reynaldo Baudino war. 
Sie ließ sich in Buenos Aires nieder und hatte in der Folgezeit Auftritte in verschiedenen Theatern der Stadt und bei Radio Nacional (später Radio Belgrano). Mit Estampa rea und El morito entstanden 1927 beim Label  Victor die ersten ihrer mehr als 240 Aufnahmen. Begleitet wurde sie u. a. vom Orquesta Típica Víctor, Sebastián Pianas Trío Típico, den Orchestern Juan Carlos Cambóns, Cristóbal Herreros', Emilio Brameris, Francisco Lomutos und Adolfo Carabellis. Im Kino debütierte sie 1933 in Luis Moglia Barths ¡Tango!, dem ersten argentinischen Tonfilm, wo sie ihre eigene Komposition Cantando sang.
Die folgenden Jahre waren von zahlreichen Auslandstourneen geprägt. Sie hielt sich längere Zeit in Uruguay auf, trat 1934 bei Radio Tupí in Brasilien mit Héctor Stamponi auf und tourte 1935, 1939 und 1944 durch Chile. Von dem Pianisten Víctor Buchino, dem Bandoneonisten Roberto Garza und dem Geiger Enrique Cantore begleitet sang sie 1939 in São Paulo bei Radio Difusora und in Porto Alegre bei Radio Farrupila und Radio Gaucha. 1940 trat sie in Mexiko bei Radio XCW auf, nach ihrer Rückkehr nach Argentinien 1942 im Nachtclub El Patio mit dem Orchester Juan Carlos Cambón, mit dem sie später acht Nummern aufnahm.
1944 sang sie in Rio de Janeiro vor Soldaten, die auf dem Weg zum Einsatz im Krieg in Europa waren. 1945 reiste sie in die Dominikanische Republik, wo sie bei Radio La voz de Yuma auftrat. 1955 unternahm sie eine Reise nach Kuba, wo sie sieben Monate blieb. Von dort aus tourte sie nach Peru, Ecuador, Venezuela und Chile. In Kolumbien machte sie 1959 Aufnahmen mit Cristóbal Herreros. Fünf Jahre wurde sie von dem Trio von Sebastián Piana (mit Roberto Garza und Oscar Kohan, Violine) begleitet, mit dem sie durch Argentinien reiste.

## Kompositionen
- Cantando
- Oiga agente
- Inocencia
- Zapatos blancos
- Incertidumbre
- Tu llegada

## Aufnahmen
- Estampa rea, 1927
- El morito, 1927
- La marcha nupcial, 1932
- Milonga sentimental, 1932
- La última cita, 1933
- Mía, 1933
- Cuatro palabras, 1933
- Esta noche me disfrazo, 1934
- Esquinas porteñas, 1934
- Será una noche, 1936
- Náufrago, 1936
- Milonga triste, 1937
- Abandono, 1938
- Caricias, 1938
- Carnaval de mi barrio, 1938
- Vieja amiga, 1938
- Media vida, 1938
- Claudinette, 1942
- Barrio de tango, 1943
- Garúa, 1943
- Cada día te extraño más, 1944
- Verdemar, 1944
- Motivo sentimental, 1944
- Otra noche, 1944

## Filme
- 1933: ¡Tango! (Regie: Luis Moglia Barth)
- 1936: Sombras porteñas (Regie: Daniel Tinayre)
- 1937: La vuelta de Rocha (Regie: Manuel Romero)
- 1939: Ambición (Regie: Adelqui Migliar)
- 1949: La otra y yo (Regie: Antonio Momplet)